# Église Saint-Pierre-et-Saint-Paul de Montsérié
L'église Saint-Pierre-et-Saint-Paul de Montsérié est une église catholique située à Montsérié, dans le département des Hautes-Pyrénées en France.

## Présentation
D'après les dates inscrites :
- au-dessus du portail d'entrée, la nef de l'église fut construite en 1839.
- au-dessus du porche, le porche et la tour clocher ont été construits en 1869.

### Extérieur
Sur la stèle est inscrit : " La jeunesse de Montsérié à la mémoire de son camarade Julien Rogé mort pour la France le 29 avril 1941 à Saint-Hilaire du Touvet, Isère "

### Intérieur
Remarque : il n'y a aucune représentation de saint Paul à l'intérieur de l'église.

#### Nef

##### Partie avant
Peintures de la voûte
Les peintures de la voûte de la nef représentent :
- Au centre, la gloire du ciel avec 4 anges ;
- Sur la gauche, saint Pierre est entourée de deux anges, un ange tient la palme du martyr et la clé de saint Pierre, et le second ange tient la palme du martyr et l'épée de saint Paul.
- Remarque : pourquoi l'absence de saint Paul sur la peinture ?

##### Chapelle de laVierge Marie
L'autel et le tabernacle sont en bois sculpté et peint à l'imitation du marbre blanc, rose et noir.

#### Chœur
Les peintures de la voûte du Chœur représentent la Résurrection de Jésus avec deux anges en adoration, au-dessus est représenté l'Esprit-Saint symbolisé par une colombe (détails en photo).
L'ensemble maître autel et tabernacle surmonté d'un ciborium sont en marbre blanc.
Sur la façade du maître autel et sur le devant de la nappe est inscrit le monogramme trilitère du nom grec de Jésus "IHS".
Sur la porte du réceptacle du tabernacle est représenté un calice surmonté d'une hostie.

## Galerie

Sélection de vues diverses
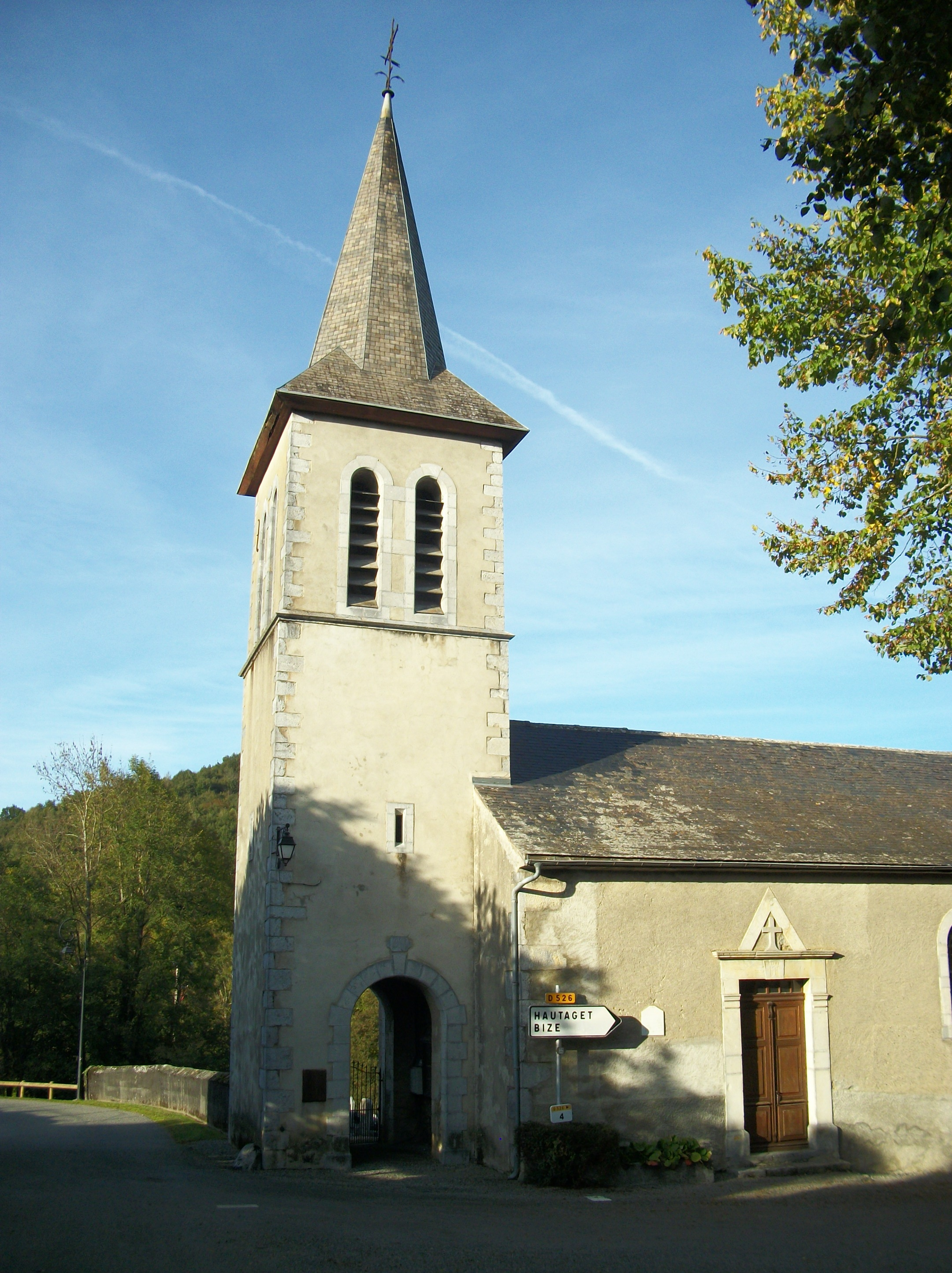
La tour clocher et le porche, passage vers le cimetière
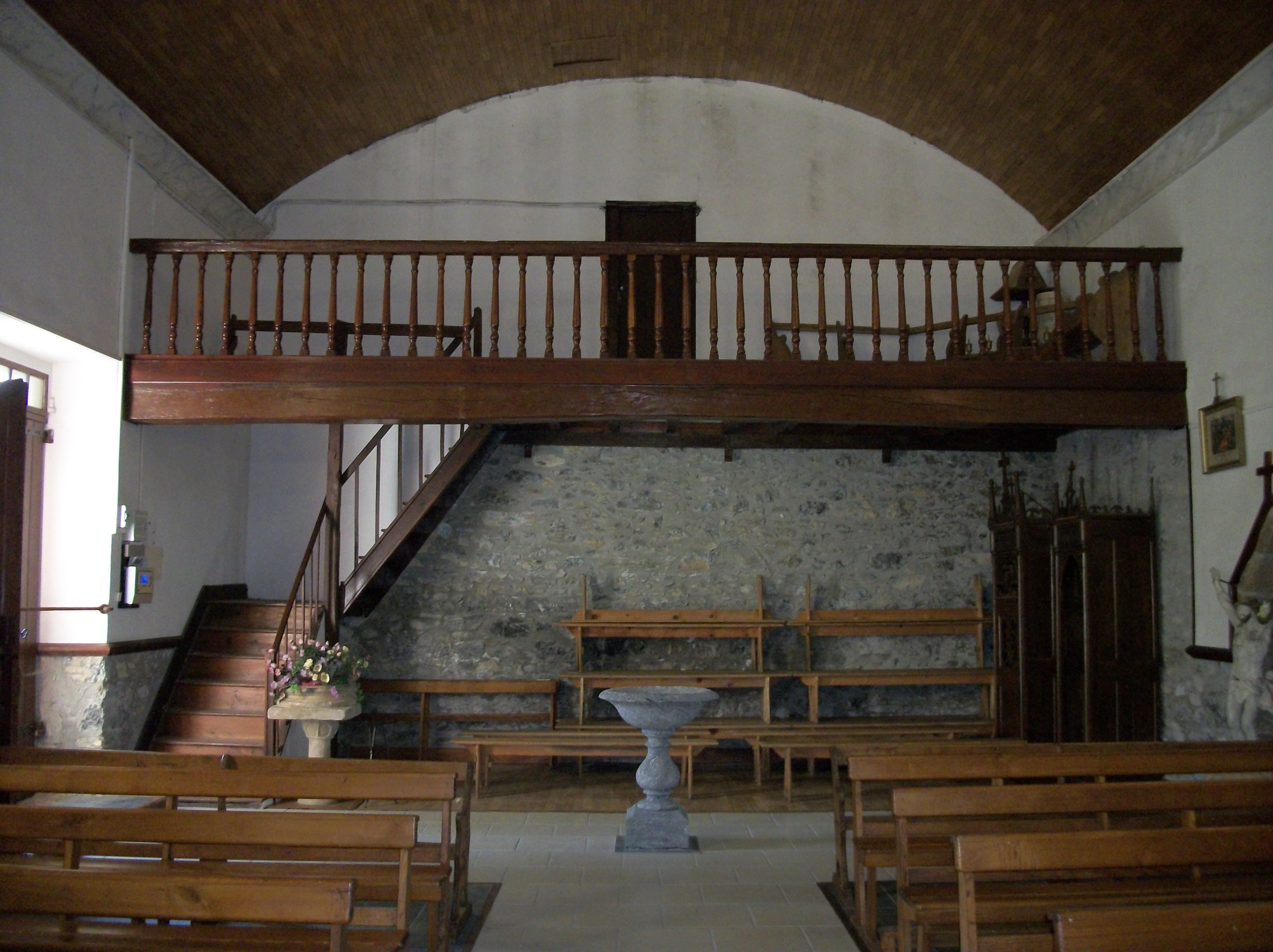
Partie arrière de la nef avec une tribune
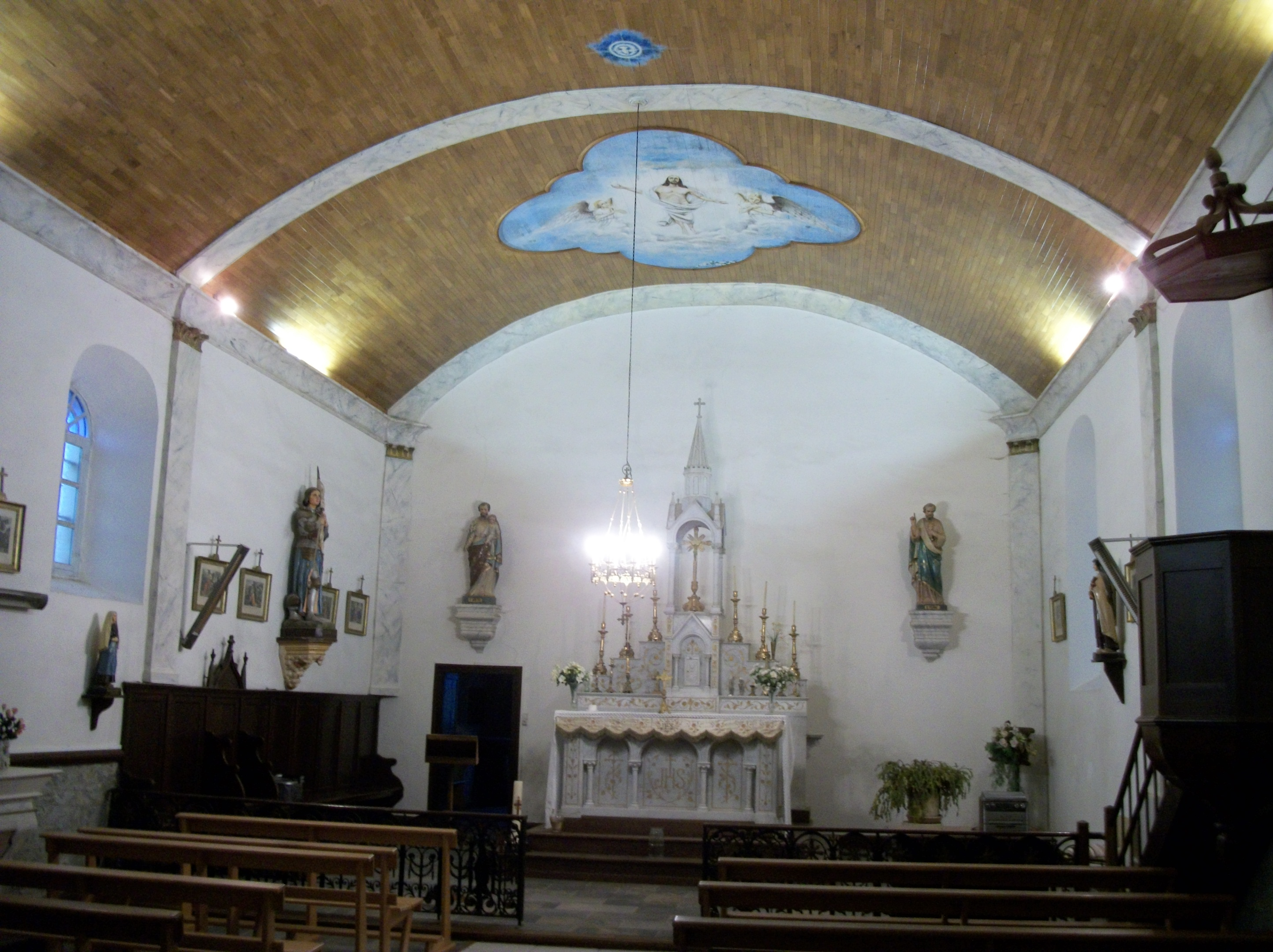
La nef et le chœur
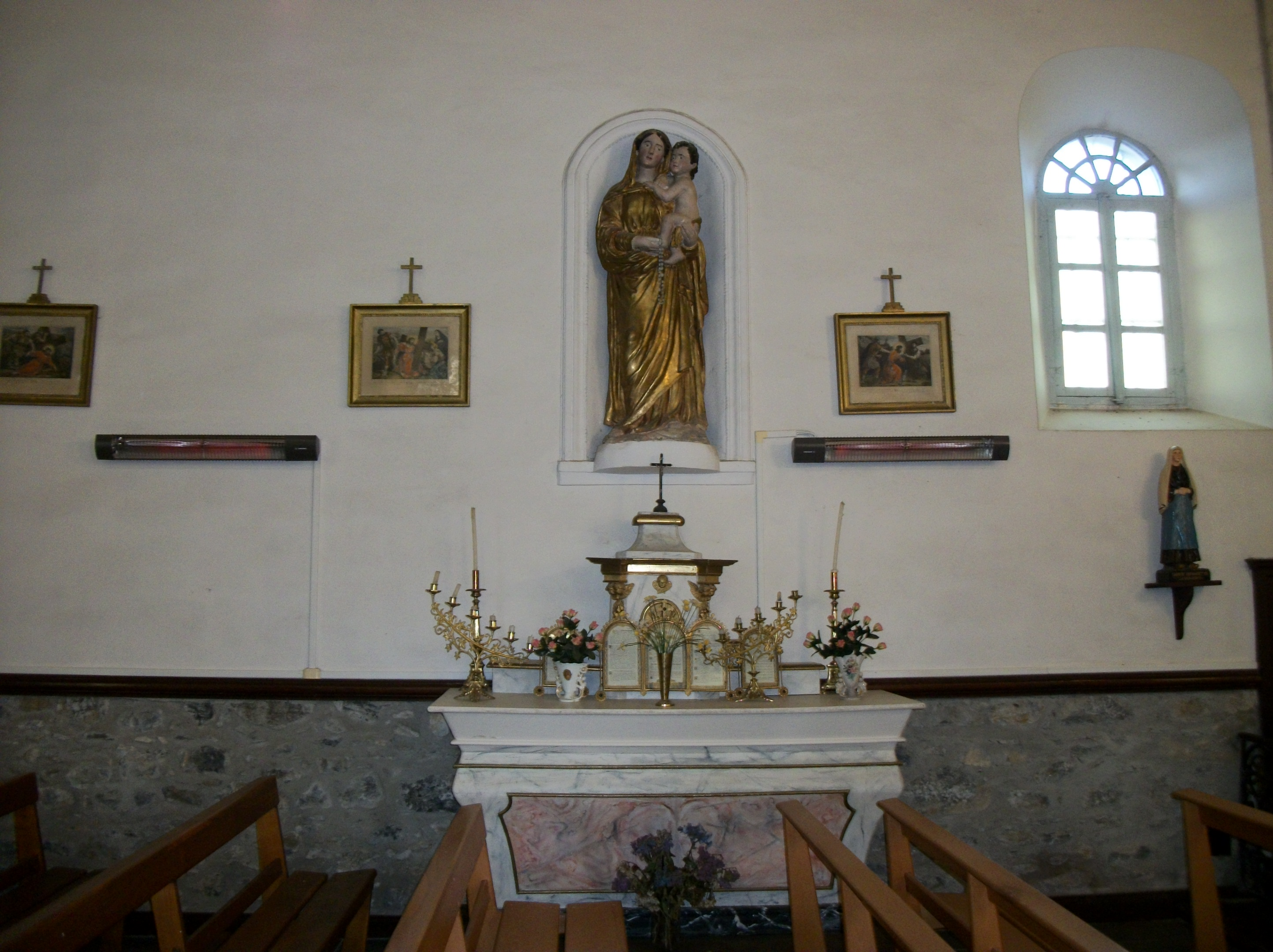
Chapelle de la Vierge Marie

## Extraits audio d'une messe
Extraits de la messe de l'ensemble paroissial de La Neste à l'Église Saint-Pierre-et-Saint-Paul de Montsérié le 17 octobre 2020.